# Madison Lake
Madison Lake és una població dels Estats Units a l'estat de Minnesota. Segons el cens del 2000 tenia 837 habitants.

## Demografia
Segons el cens del 2000, Madison Lake tenia 837 habitants, 319 habitatges, i 223 famílies. La densitat de població era de 687,6 habitants per km².
Dels 319 habitatges en un 38,9% hi vivien nens de menys de 18 anys, en un 55,5% hi vivien parelles casades, en un 10% dones solteres, i en un 29,8% no eren unitats familiars. En el 21,3% dels habitatges hi vivien persones soles el 9,4% de les quals corresponia a persones de 65 anys o més que vivien soles. El nombre mitjà de persones vivint en cada habitatge era de 2,62 i el nombre mitjà de persones que vivien en cada família era de 3,09.
Per edats la població es repartia de la següent manera: un 29,5% tenia menys de 18 anys, un 7,8% entre 18 i 24, un 34,5% entre 25 i 44, un 19,1% de 45 a 60 i un 9,1% 65 anys o més.
L'edat mediana era de 32 anys. Per cada 100 dones de 18 o més anys hi havia 98,7 homes.
La renda mediana per habitatge era de 44.659 $ i la renda mediana per família de 50.673 $. Els homes tenien una renda mediana de 35.000 $ mentre que les dones 24.938 $. La renda per capita de la població era de 18.312 $. Entorn del 2,6% de les famílies i el 4% de la població estaven per davall del llindar de pobresa.

## Poblacions més properes
El següent diagrama mostra les poblacions més properes.